# Павловице (гмина)
Павловице (пол. Pawłowice) — сельская гмина (волость) в Польше, входит как административная единица в Пщинский повет, Силезское воеводство. Население — 17 671 человек (на 2006 год).

## Демография
| Перепись                       | Всего   | Всего | Женщины | Женщины | Мужчины | Мужчины |
| ------------------------------ | ------- | ----- | ------- | ------- | ------- | ------- |
| Единицы                        | человек | %     | человек | %       | человек | %       |
| Население                      | 17 671  | 100   | 8917    | 50,4    | 8754    | 49,6    |
| Плотность населения (чел./км²) | 233,2   | 233,2 | 117,7   | 117,7   | 115,5   | 115,5   |

## Соседние гмины
1. Ястшембе-Здруй
2. Гмина Пщина
3. Гмина Струмень
4. Гмина Сушец
5. Гмина Зебжидовице
6. Жоры